# ビビンククス
ビビンクㇰスは朝鮮半島の北東部、咸鏡道の代表的な麺料理の一つ。コルトンミョン（骨董麺、こっとうめん、골동면）とも呼ばれる。また、日本ではピビン麺、ビビン麺という呼び方もある。

## 作り方・食べ方
ビビンクㇰスは朝鮮料理の中でも特に夏期に非常に人気がある伝統的冷製麺料理である。日本のそうめんにも似た非常に細い小麦粉もしくは蕎麦粉の麺を使い、コチュジャンなどのソースと和えている。「ビビンククス」とは「かき混ぜ麺」または「混合麺」を意味する。派生料理として冷麺の麺を使ったビビン冷麺（ビビンネンミョン）、中華麺を使ったビビン拉麺（ビビンラミョン）が存在し、インスタントラーメンとしても親しまれている。
マイルドな牛スープを用いる水冷麺に対して、スパイシーな汁無し麺である点が特徴。麺に和えるヤンニョムは主にコチュジャン、みじん切りのニンニク、酢、砂糖、味に深みを与える胡麻油等によって作られる。付け合わせとしてはゆで卵、酢漬け大根、韓国海苔、スライスしたキュウリなどが麺の上に盛られ、薄切りした梨やトマトも盛り付けられる場合もある。

## ギャラリー

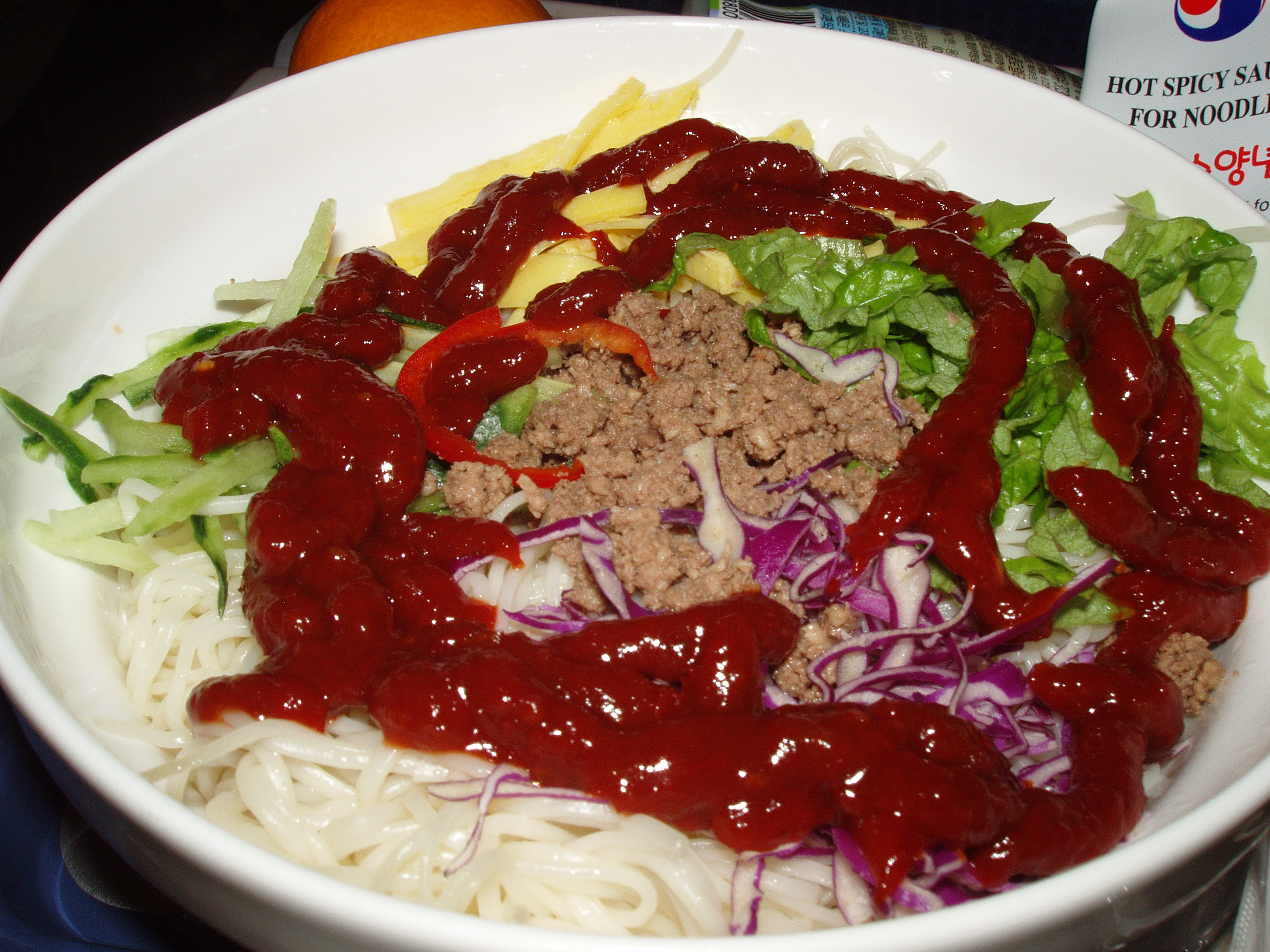
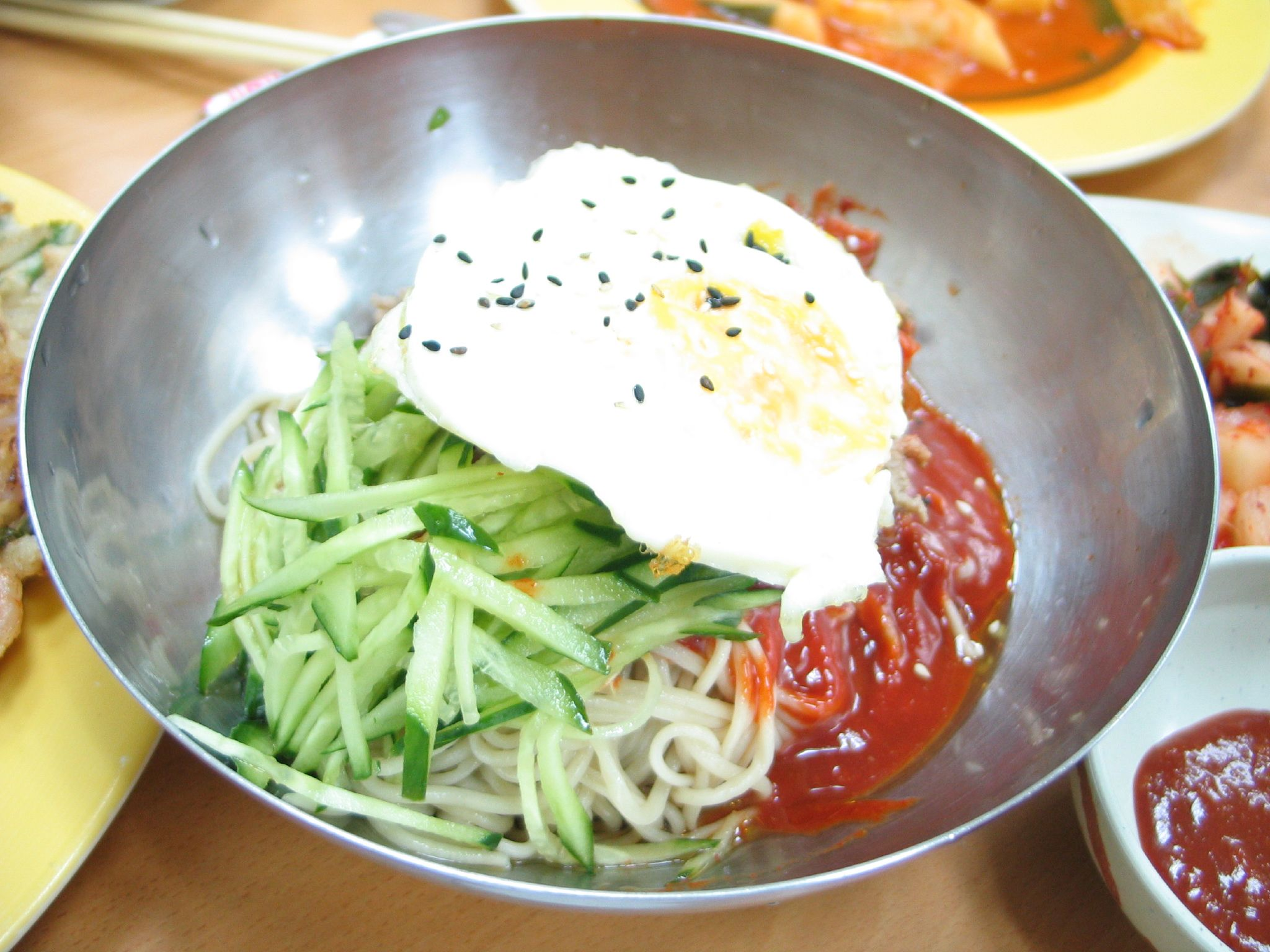
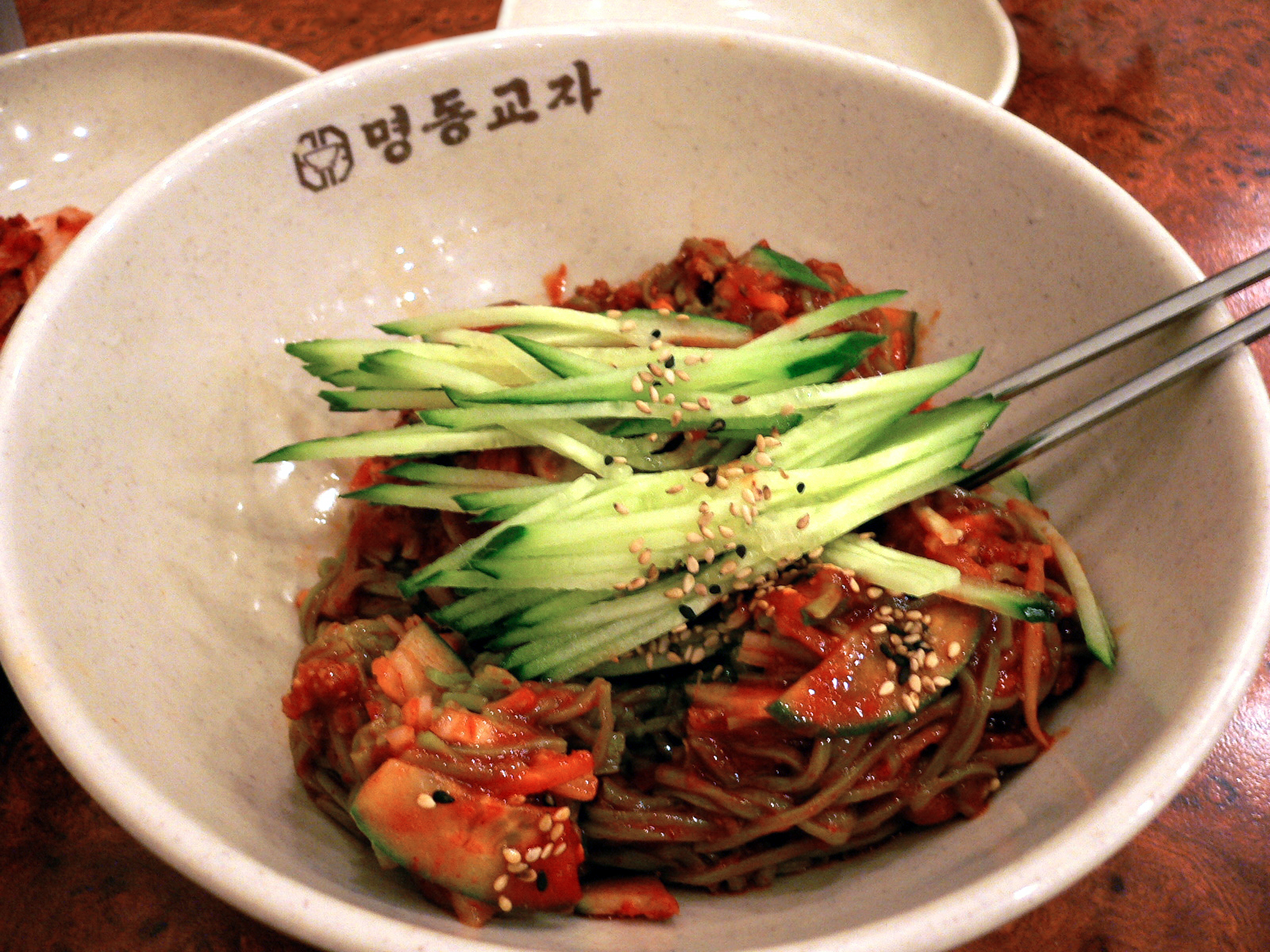
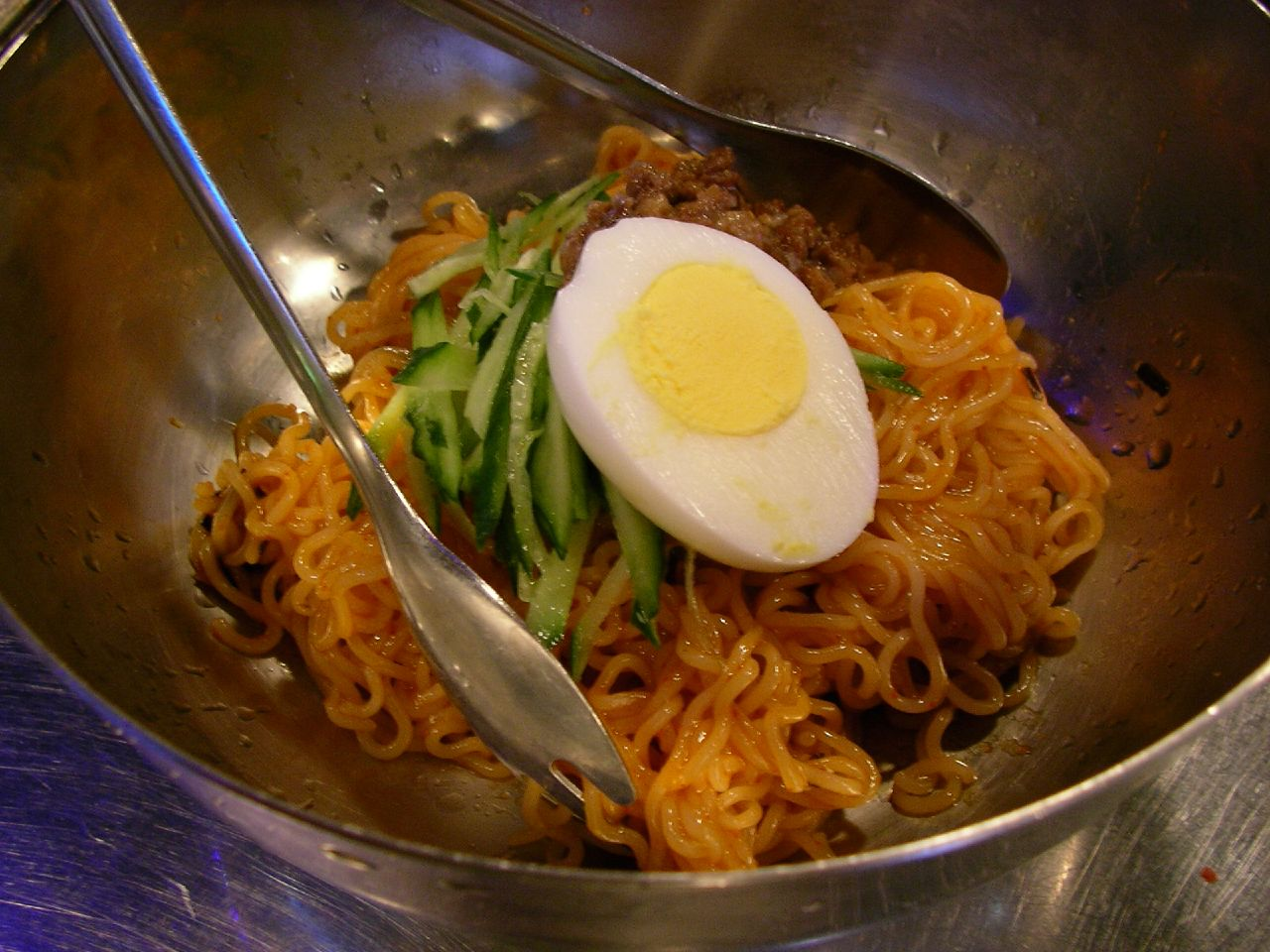